# Tagelmust
Tagelmust eller tagelmoust, også kaldet litham, er en tre til fem, men nogle gange op til 10 meter lang indigo-farvet kombineret slør og turban fremstillet af bomuld. Den bæres for det meste af mandlige tuareger, men benyttes af og til af mænd fra andre stammer.
Tagelmusten er en meget praktisk bekædning i Sahara-regionen, eftersom den både dækker hovedet og forhindrer indånding af flyvesand. Farvestoffet indigo mener mange af dem som bærer den desuden både er helsebringende og pænt, da opsamling af indigo i huden hos den som bærer beklædningen generelt anses at være af det gode. Fordi tagelmusten ofte bliver farvet ved at dunke tør indigo ind i den i stedet for den almindelige proces på grund af vandmangel, ligger farven ofte permanent i huden hos bæreren. Som en følge af dette bliver tuaregerne ofte omtalt som "ørkenens blå mænd".
Blandt tuaregfolket kaldes mænd som bærer tagelmust kel tagelmust, eller "slørets folk". Tagelmusten bæres kun af voksne mænd, og den tages kun af i nærvær af den nærmeste familie. For tuaregmænd bliver det ofte opfattet som skammeligt at vise mund eller næse til fremmede eller folk af højere social rang end dem selv, og de vil ofte tildække sine ansigtsdrag med hænderne når en tagelmust ikke er tilgængelig. Tagelmusten har også andre kulturelle betydninger eftersom måden den pakkes og foldes på ofte er en måde at vise klantilhørighed og hvilken region man kommer fra, og mørkheden i farven viser bærerens velstand.